# Partido Islámico Dawa
El Partido Islámico Dawa (en idioma árabe حزب الدعوة الإسلامية, transcrito como Hizb Al-Da'wa Al-Islamiyya) es un partido político iraquí fundado en 1958, teniendo como base la asociación político-religiosa "Najaf Ulama"  (que a su vez había sido fundada a finales de 1957 para combatir al comunismo). Su nombre (Al-Dawa) significa "Llamamiento" o "Llamada" en lengua árabe. En la actualidad es el partido más importante del país, al ser el que tiene más apoyo electoral y el que ostenta más poder. 
La ideología de Dawa es islamista chií conservadora; su meta es establecer un sistema de gobierno regido e inspirado por las normas religiosas de la confesión musulmana chií, y reivindicar los derechos de la mayoría árabe chií del país. También tienen como objetivo luchar contra las que llama "ideologías corruptoras extranjeras" como el comunismo o el socialismo radical panárabe (esta última es la ideología del partido Baaz de Saddam Hussein).
Durante la dictadura de Saddam Hussein el partido Dawa fue perseguido sin piedad; miles de sus miembros fueron encarcelados, torturados y asesinados. 
En 1974 varios líderes del partido fueron juzgados por una Corte del régimen y condenados a muerte, siendo ejecutados al año siguiente (1975). En los años siguientes la represión aumento mucho.
Esto convenció a los líderes de Dawa de la necesidad de utilizar la lucha armada para derrocar a Hussein. Para ello los dirigentes exiliados en Irán crearon en el año de 1979 una milicia de Dawa formada por miles de guerrilleros; éstos guerrilleros recibían entrenamiento, armas y dinero del Gobierno de Irán, que estaba en guerra con el Irak de Hussein (la Guerra Irán-Irak de 1980 a 1988).
En los campos de batalla ubicados en la frontera entre Irán e Irak, los guerrilleros de Dawa peleaban contra el Ejército de Irak como unidades del Ejército de Irán; al mismo tiempo que comandos clandestinos de Dawa lanzaban ataques de guerrilla urbana en el interior de Irak. Como respuesta el Gobierno de Saddam lanzó en 1980 una sangrienta campaña que según algunas fuentes ocasionó la muerte de 80.000 miembros de Dawa. Incluso el líder del partido para ese momento, el Ayatolá Muhammad Baqir al-Sard, fue encarcelado, torturado y finalmente asesinado el 8 de abril de 1980.
El 15 de diciembre de 1981, un atentado suicida con coche bomba de un militante, asesina al embajador de Iraq y otras 60 personas en Beirut, Líbano. 
En 1982, un comando de guerrilleros de Dawa intentó asesinar a Hussein en un ataque; pero fallaron y este en represalia masacró a la población de la aldea chií (Dujail) donde ocurrió el atentado.
En 1987 otro atentado de Dawa contra la vida de Hussein fracaso con las consabidas represalias posteriores. 
En 1991 Dawa participó en el levantamiento popular armado de los chiitas del Sur del país, que intentaban aprovechar la debilidad de Hussein tras la Guerra del Golfo para derrocarlo; pero una vez más Hussein venció a los rebeldes y murieron centenares de miles de personas.
Algunos calculan que hasta 120.000 militantes de Dawa fueron asesinados en todo el gobierno de Hussein.
También como resultado de los enfrentamientos entre los líderes exiliados del partido y una parte de los dirigentes que se quedaron en el país luchando contra el régimen, Dawa se dividió y como resultado de esa división nació otro partido que se llama Partido Islámico Dawa-Organización de Irak.
Cuando Hussein fue derrocado por la invasión estadounidense del 2003, Dawa aceptó cooperar con el Gobierno provisional nombrado por los Estados Unidos; a cambio de la promesa de elecciones libres. Cuando las elecciones se celebraron el 30 de enero del 2005 para elegir una Asamblea Nacional Constituyente; una coalición de partidos políticos chiitas (la Alianza Unida Iraquí) encabezada por Dawa y la Asamblea Suprema Islámica de Irak ganó por amplio margen.
La coalición chií firmó un acuerdo de gobierno con la coalición de los partidos kurdos; como resultado el popular líder de Dawa Ibrahim Al Yafari fue elegido Primer ministro de Irak por la Asamblea Constituyente, con lo que por primera vez en la historia Irak estaba gobernada por un hombre de Dawa.
Después de la victoria de Dawa y sus socios de la coalición chií en las elecciones parlamentarias del 15 de diciembre del 2005 (en las que se eligió al nuevo Consejo de Representantes) se esperaba que Yafari fuera reelecto primer ministro; pero aunque este ganó la elección interna dentro de la alianza chií, no pudo vencer la fuerte oposición de suníes y kurdos (y sobre todo, a la presión en su contra ejercida por los estadounidenses) por lo que su candidatura fue retirada antes de ser presentada al nuevo Parlamento.
Sin embargo, el nuevo primer ministro que lo reemplazó también era un militante de Dawa; se trataba del segundo líder más importante del partido, Nuri al Maliki . El gobierno de Maliki empezó sus funciones el 21 de mayo de 2006; con lo que Maliki se convirtió en el segundo hombre de Dawa que gobernó el país. 
En mayo del 2007 Maliki fue elegido Secretario General de Dawa; con lo que se convirtió oficialmente en el máximo líder del partido.

## Primera Fuerza Política del País.
Desde el año 2008 la popularidad del primer ministro Maliki ha aumentado mucho como consecuencia de la mejora notable en la seguridad del país; aunque la violencia persiste, su nivel ha bajado considerablemente y en gran parte la población del país se lo atribuye a la estrategia de seguridad de Maliki que se ha enfrentado tanto a la guerrilla suní como a las milicias chiíes y ha puesto algo de orden en sitios como Basora. Además Maliki ha destinado importantes recursos del Estado a unos Consejos de Apoyo a la Seguridad formados por dirigentes tribales y notables locales que dependen directamente de su oficina, que la oposición ha criticado por ser una forma de que Maliki aumente el apoyo a su persona con dinero público.
Para beneficiarse de su creciente apoyo popular, Maliki decidió que su partido Dawa formara una coalición con otros partidos para participar en las próximas elecciones regionales; dicha coalición se llamó Coalición del Estado de Derecho (Dawlat al Qanoon en árabe). La coalición debía enfrentarse a otras coaliciones, entre ellas una encabezada por la Asamblea Suprema Islámica de Irak (el antiguo socio de Dawa en la Alianza Unida Iraquí, ahora convertido en su principal rival); así como también al Bloque Sadr, y a coaliciones regionales de partidos suníes, kurdos y laicos.
Las elecciones se celebraron el 31 de enero del 2009; en ellas el pueblo debía elegir a los miembros de los Consejos Legislativos de 14 de las 18 Provincias iraquíes (en las tres provincias kurdas y en la de At Ta'mim se aplazaron los comicios). Cada Consejo Legislativo electo deberá elegir posteriormente al Gobernador de su respectiva provincia.
La coalición encabezada por Dawa obtuvo una rotunda victoria, al ganar en 9 de las 14 provincias en disputa; Dawa y sus aliados ganaron en todas las provincias que tienen mayoría chií, excepto en una (Kerbala, donde ganó la lista de un antiguo miembro del partido Baaz de Saddam Hussein). Especialmente importante fue que Dawa arrasó en las dos provincias más importantes del país, Bagdad y Basora, donde ganó con 38% y 37% de los votos respectivamente. Además, los demás partidos chiitas fueron aplastados por Dawa al obtener una votación muy baja. 
Con esta victoria Dawa se ha convertido en el partido político más importante del país, en la primera fuerza por apoyo electoral; y se presenta como el partido favorito para ganar las próximas elecciones nacionales. Además Maliki ha consolidado y fortalecido su poder para gobernar el país, teniendo el apoyo mayoritario del pueblo y de la mayoría de los gobernadores electos en estos comicios.

## Elecciones 2010. Dawa logra su continuidad en el Poder.
A finales del 2009 el partido Dawa, siguiendo instrucciones de su líder Nuri al Maliki, refundó la coalición electoral con la que se había presentado a las elecciones regionales, la Coalición del Estado de Derecho, para presentarse a las elecciones parlamentarias programadas para el 7 de marzo del 2010.
Sí la coalición encabezada por Dawa obtenía una mayoría suficiente en esas elecciones, su líder Nuri al Maliki sería reelegido primer ministro de Irak para un segundo mandato consecutivo con lo que Dawa podría conservar el poder cuatro años más. Sus principales rivales eran sus antiguos aliados de la desaparecida Alianza Unida Iraquí, los partidos Asamblea Suprema Islámica de Irak y Bloque Sadr que se habían aliado en la llamada Alianza Nacional; y la lista de la Alianza Iraquí encabezada por el ex primer ministro Iyad Allawi.
Las elecciones se celebraron como estaba previsto el 7 de marzo del 2010; el escrutinio oficial demoró casi tres semanas. Durante ese tiempo la coalición encabezada por Dawa y liderada por Maliki estuvo varias veces de primera en el conteo parcial de los votos a nivel nacional, aunque otras veces bajaba al segundo lugar; cuando finalmente la Comisión Electoral anunció los resultados oficiales definitivos de las elecciones, el 26 de marzo del 2010, la coalición de Dawa y sus socios quedó en segundo lugar detrás de la coalición del ex primer ministro Iyad Allawi que resultó ganadora por un estrecho margen (la lista de Allawi apenas obtuvo dos diputados y 11.346 votos más que la lista de Maliki).
En concreto, la lista liderada por Allawi obtuvo 2.631.388 votos populares, equivalentes al 25,87% del total de los sufragios, y 91 diputados en el Consejo de Representantes de Irak; la lista de Dawa obtuvo 2.620.042 votos, que representan el 25,76% de los sufragios, y 89 diputados. La Alianza Nacional (la otra coalición confesional chií) consiguió 1.976.412 sufragios, equivalentes al 19,43% de los votos, y 70 diputados; la coalición de los partidos nacionalistas kurdos obtuvo 1.553.667 votos populares, que representan el 15,27% de los sufragios, y 43 diputados. Los 32 diputados restantes fueron para fuerzas minoritarias que sumaron en su conjunto poco más del 13% de los votos. Dawa y su líder Maliki triunfaron en casi todas las provincias chiitas (incluyendo todas las del sur del país) y en la multiétnica y multireligiosa provincia de Bagdad (en esta última por estrecho margen); pero Allawi triunfó en todas las provincias suníes y la división del voto chií en dos grupos enfrentados le permitió superar a Maliki por estrecho margen a nivel nacional.
Sin embargo Maliki se negó a aceptar la pérdida del poder y negoció la unión de la coalición encabezada por Dawa con la Alianza Nacional (formada por los otros partidos confesionales chiitas) y juntos formaron un nuevo bloque parlamentario que tenía 159 diputados en el Parlamento, por lo que reclamó que se le asignara la labor de formar gobierno en perjuicio de Allawi que a su vez insistía en tener ese derecho.
Luego de meses de arduas negociaciones políticas y de estancamiento sin poder formar gobierno, el 7 de noviembre de 2010 se anunció un acuerdo entre los principales partidos políticos iraquíes para reelegir primer ministro a Nuri al Maliki (y además para reelegir también al presidente Talabani); un acuerdo que se pondría en marcha a partir de la próxima sesión del Parlamento. Con ello Maliki había logrado su objetivo reeleccionista y se ponía fin a la incertidumbre postelectoral.
El Presidente Talabani encargó formalmente a Maliki la tarea de formar gobierno cumpliendo con todos los requisitos constitucionales el 25 de noviembre; a partir de ese día se empezaron a computar los 30 días de plazo máximo que le otorgaba la Constitución a Maliki para cumplir con el encargo y solicitar la confianza del Parlamento.
El 21 de diciembre de 2010 el Consejo de Representantes de Irak (Parlamento iraquí) finalmente aprobó o ratificó a Nuri al Maliki como primer ministro y a los Ministros del nuevo gobierno designados hasta ahora (faltan por nombrar algunos), y dio su visto bueno al programa de gobierno. Con ello Maliki finalmente obtuvo la reelección e inició su segundo mandato como jefe de Gobierno y gobernante del país. Con ello Dawa, el partido de Maliki, se asegura (en principio, suponiendo que no se deban adelantar las elecciones o que Maliki no sea objeto eventualmente de un voto de censura o que deba dimitir por una ruptura de la coalición de gobierno) otros cuatro años más como el principal partido de gobierno.